# Tranekær Len
Tranekær Len blev oprettet  1358, efter  Valdemar Atterdag havde erobret Langeland fra de slesvigske hertuger efter lang tids belejring. 
Lenet omfattede begge øens to herreder: Langelands Nørre Herred og Langelands Sønder Herred og havde hjemsted på Tranekær slot.
I 1662 overgik lenet til det da oprettede  Tranekær Amt og i 1672  oprettedes Grevskabet Langeland til Frederik Ahlefeldt, der havde det gamle len i pant.